# Bren Ten
A Bren Ten é uma pistola semiautomática que dispara o cartucho 10mm Auto, fabricada pela Dornaus & Dixon Enterprises Inc. de 1983 a 1986. Embora o design da Bren Ten tenha uma aparência semelhante à CZ 75 9×19mm Parabellum, é maior e mais potente, com vários elementos de design exclusivos que a tornam uma arma de fogo distintamente separada. A pistola foi produzida apenas em pequenas quantidades antes da falência de sua fabricante. Tentativas subsequentes de trazer a arma de volta à produção foram malsucedidas.
A Bren Ten continua sendo uma arma sujeita a controvérsias. Muitos entusiastas consideram a pistola uma das melhores da sua época, e o 10mm Auto um dos mais poderosos cartuchos de pistola semiautomática. Os problemas relatados com a pistola, quando estava em sua produção original, incluíam algumas das unidades tendo sido entregues com carregadores ausentes ou inoperantes. Os carregadores de reposição eram difíceis de encontrar e relativamente caros. O cartucho 10mm Auto foi inicialmente exclusivo desta pistola e produzido pela FFV Norma AB de Åmotfors, Suécia.

## História
Na década de 1970, a polícia e algumas forças militares usavam uma mistura de pistolas semiautomáticas e revólveres. As pistolas semiautomáticas ofereciam altas cadências de tiro e recarregamento rápido, mas geralmente usavam pequenos cartuchos que não eram tão potentes. Os revólveres eram oferecidos em calibres com consideravelmente mais energia que os das pistolas, mas armazenavam um pequeno número de cartuchos e eram bastante lentos para recarregar. Nenhum dos dois poderia ser considerado ideal.
Em 13 de dezembro de 1979, Thomas Dornaus e Michael Dixon decidiram iniciar o desenvolvimento de uma nova pistola semiautomática para resolver a lacuna existente entre revólveres e pistolas semiautomáticas. Acreditavam que era necessária uma pistola semiautomática com maior capacidade de munição e recarregamento mais rápido, mas que forneceria energia que excederia tanto a do .45 ACP quanto a do .357 Magnum. Eles esperavam que o novo design se tornasse tão popular quanto a então Colt M1911. 
Em 15 de janeiro de 1980, eles foram procurar conselhos das fontes mais instruídas disponíveis. Esse esforço os levou a Jeff Cooper. Ao procurar seu conselho, os dois descobriram que ele já estava trabalhando em uma pistola. O trio combinou seus esforços: Dornaus e Dixon forneceram engenharia, desenvolvimento, fabricação e marketing, enquanto Cooper forneceu critérios de design conceitual e consultoria técnica. A empresa foi formalmente constituída como Dornaus & Dixon Enterprises Inc. em 15 de julho de 1981 na Califórnia, e uma nova fábrica foi montada em Huntington Beach. 
Enquanto isso, a pistola foi inspirada na CZ 75, mas fortemente modificada, incluindo uma armação de aço inoxidável, miras facilmente visíveis e várias outras características que normalmente só seriam encontradas em armas altamente personalizadas. O protótipo original, chamado de CSP-80 (Combat Service Pistol 80), tinha câmara para o cartucho .45 ACP. Jeff Cooper, no entanto, insistiu para que a nova arma disparasse o que chamou de .40 Special. Seus requisitos balísticos eram de que um projétil FMJTC de calibre 40 e de 200 grãos, disparado de um cano de 5 pol., tivesse uma velocidade de impacto mínima, em todos os alcances razoáveis até 50 m, de 1.000 ft/s (304,8 m/s). Por causa disso e pelo fato de a CSP-80 ter câmara para .45 ACP, os conceitos de estojo mais curto, como o .40 G&A, foram abandonados e começaram os trabalhos no .40 Special — que tinha o mesmo comprimento do .45 ACP — utilizando o latão encurtado do .30 Remington. O arriscado cartucho resultante foi renomeado 10mm Auto. Jeff Cooper levou isso em consideração e renomeou a CSP-80 a Bren Ten.
A produção da Bren Ten decorreu de 1983 a 1986. Eles começaram a receber pedidos em 1982, forçando-os a enviar exemplares o mais rápido possível, antes que qualquer tipo de teste em profundidade pudesse ser realizado. O primeiro lote de pistolas foi enviado aos clientes com um carregador de um lote pré-serial. Os clientes cancelaram seus pedidos e, em 1986, a Dornaus & Dixon Inc. foi forçada a declarar falência.

## Detalhes do design
A Bren Ten incorpora algumas características do design da famosa pistola CZ 75, no entanto, ela não é um clone da linha de armas de fogo CZ. A Bren Ten foi oferecida em várias variantes com armações de tamanho completo ou compactas, feitas de aço inoxidável. Os ferrolhos eram feitos de aço carbono e tinham um acabamento de cromo azulado ou duro. Um kit de conversão .45 ACP estava disponível para todas as variantes de tamanho completo da Bren Ten. Todos os modelos de tamanho completo contêm a haste do guia da mola recuperadora em formato de chave de fenda de cabeça dupla para aparafusar todos os parafusos usados na pistola, servindo como uma ferramenta de emergência para a realização de reparos em campo. A extensão da base do carregador serve como uma chave usada para remover a bucha do cano. Os modelos mais antigos apresentavam uma alça de mira ajustável para a força do vento com parafusos de pressão opostos. Os modelos posteriores têm a alça de mira ajustável por clique.
A Bren Ten é uma pistola semiautomática operada por recuo curto e de culatra trancada que usa um sistema sem ligação do estilo Browning Hi-Power. A pistola tem a capacidade de ser disparada em ação simples ou dupla e possui uma alavanca de segurança reversível montada na armação que trava a armadilha para que o gatilho não possa ser movido para trás, bem como uma trava interna do percussor que impede o percussor de se mover para a frente. A segurança manual permite que a pistola seja transportada com o cão armado, pronta para uso apenas desativando a segurança, uma configuração conhecida como condition one. A Bren Ten possui miras de ferro ajustáveis com três pontos para maior visibilidade. Os cabos-padrão da Bren Ten são feitos pela Hogue em náilon preto texturizado.

### Carregadores
A capacidade dos carregadores destacáveis das pistolas Bren Ten varia de câmara para câmara e a variante exata da Bren Ten. Tecnicamente, o comprimento do encaixe de carregador na armação do cabo determina o menor comprimento possível do carregador e a capacidade míninma de munição. A fabricante ofereceu as seguintes capacidades-padrão de fábrica do carregador:
| Modelo / cartucho                                                     | 10mm Auto | .45 ACP |
| Capacidade do carregador dos Standard e Compact Models (em cartuchos) | 10        | 8       |
| Capacidade do carregador do Pocket Model (em cartuchos)               | 8         | -       |

## Variantes

### Standard Models
A Bren Ten Standard Model é a base de toda a linha de pistolas Bren Ten. Basicamente, as únicas diferenças entre a Standard Model e o restante da linha Bren Ten tratam do acabamento, comprimento do cano e câmara. No caso da Dual-Master e da Initial Issue / Jeff Cooper Commemorative, outros acréscimos incluem uma gravura especial, caixa de apresentação especial feita de madeira de nogueira e, para a Dual-Master, um ferrolho e cano adicionais. Basicamente, essas armas eram Standard Models com decorações. As Bren Ten Standard Models podiam combinar uma armação de aço inoxidável e um ferrolho de aço carbono azulado, embora alguns colecionadores / proprietários optassem por ferrolhos de cromo duro azulado pós-venda para que as pistolas parecessem as Brens Tens do Miami Vice.
Os modelos de tamanho completo foram fabricados nas seguintes variações:
- Bren Ten Standard Model (SM) - a base para toda a linha de pistolas Bren Ten.
- Bren Ten Military/Police (MP) - criada visando contratos policiais e militares.
- Bren Ten Dual-Master Presentation Model - 10mm Auto e .45 ACP; incluía ferrolho e cano extras.
- Bren Ten Initial Issue / Jeff Cooper Commemorative – listada em US$ 2.000 na lista de preços no atacado de 1984.
- Bren Ten Marksman Special Match - variante .45 ACP não catalogada (fabricadas duzentas e cinquenta pistolas).
- Bren Ten API - Standard Models com numéros de série especiais criadas para o American Pistol Institue.
- Bren Ten Original Prototype - fabricada em lingote de aço.
- Miami Vice Bren Tens - réplicas de pistola .45 ACP com ferrolhos de cromo duro para melhor visibilidade das cenas de televisão com pouca luz (duas pistolas fabricadas).

### Compact Models
As Bren Ten Special Forces Models são basicamente versões de cano curto da Bren Ten de tamanho completo. A Bren Ten Special Forces Model foi oferecida em duas variantes: L (Light; "Clara"), com um ferrolho de cromo duro, e D (Dark; "Escura"), com um ferrolho azulado fosco. Ambas foram apresentadas no SHOT Show de 1984.

### Pocket Model
A Bren Ten Pocket Model é uma variante subcompacta e de cano curto da Bren Ten, com uma armação compacta especial que se desvia dos modelos Standard e Compact. Além disso, manteve muitas das características da Bren Ten Standard Model. Nenhum modelo de produção foi feito. Um protótipo funcional feito à mão, construído por Tom Dornaus, foi usado para publicidade gráfica.

### Acessórios
Os acessórios de fábrica incluíam cabos de náilon branco da Hogue extremamente raros, cabos de madeira de nogueira lisos ou quadriculados da Herett, um kit de conversão .45 ACP da metade superior de 5 pol. e muitos poucos, portanto raros, canos de 6 pol. 10mm. Acessórios de fábrica catalogados, mas nunca construídos, incluem kits de conversão .22LR e seguranças ambidestras. Um estojo de transporte de náilon Cordura preto foi encomendado pela Marksman Shop para a não catalogada Marksman Special. A System Ten Associates produziu uma linha de acessórios não endossados pela Dornaus & Dixon. Eles incluíam pôsteres, camisetas com serigrafia, bonés de beisebol, remendos de jaqueta, alfinetes de gravata / lapela e fivelas de cinto de latão.

## Ressurreição da Bren Ten
Em 1986, após o fechamento da Dornaus & Dixon Enterprises Inc., o empresário Richard Volt comprou todos os ativos intelectuais e físicos dos tribunais de falência e fundou a Bren Ten Corporation. Essa entidade acabou se tornando a Peregrine Industries. Os modelos incluíam o Peregrine Falcon e Phoenix. A Peregrine Industries, no entanto, foi vítima dos escândalos da Crise de Poupanças e Empréstimos no início dos anos 90 e viu suas linhas de crédito desaparecerem. Consequentemente, enquanto muitas das primeiras unidades da Falcon e da Phoenix foram produzidas para teste, nenhuma foi lançada.
Em 1 de fevereiro de 2008, a Vltor Weapon Systems de Tucson, Arizona, anunciou que ressucitaria a Bren Ten com o lançamento de seu projeto de pistola Vltor Fortis. O blog sugeria que o projeto envolveria uma versão mais moderna do design da Bren Ten, mas oferecia poucas outras informações. Em 27 de julho de 2009, a Vltor anunciou que obteve os direitos de uso do nome da Bren Ten e do logtipo "Circle X" para a versão de produção do projeto Fortis e que pretendia lançar a pistola como Vltor Bren Ten em maio de 2010. Em janeiro de 2015, a empresa divulgou uma carta informando que seus esforços para produzir a arma de fogo não haviam cumprido os padrões de qualidade, mas que ainda estavam comprometidos com o projeto e previam entrar em produção total em 2016. Entretanto, em 1 de setembro de 2017, nenhuma pistola de produção estava disponível e nenhuma data de lançamento projetada havia sido divulgada pela Vltor.
Em 10 de agosto de 2017, a Elite Warrior Armament divulgou fotos de um protótipo de sua versão da Bren Ten. Em 21 de dezembro de 2017, eles começaram a receber depósitos com entrega prevista para o final de 2018.

## No cinema e televisão
A Bren Ten é notável por ter sido uma das pistola de Sonny Crockett na série de televisão Miami Vice. Excluindo o episódio piloto, ele usou a pistola durante a primeira e a segunda temporada da série.